# Ваджра

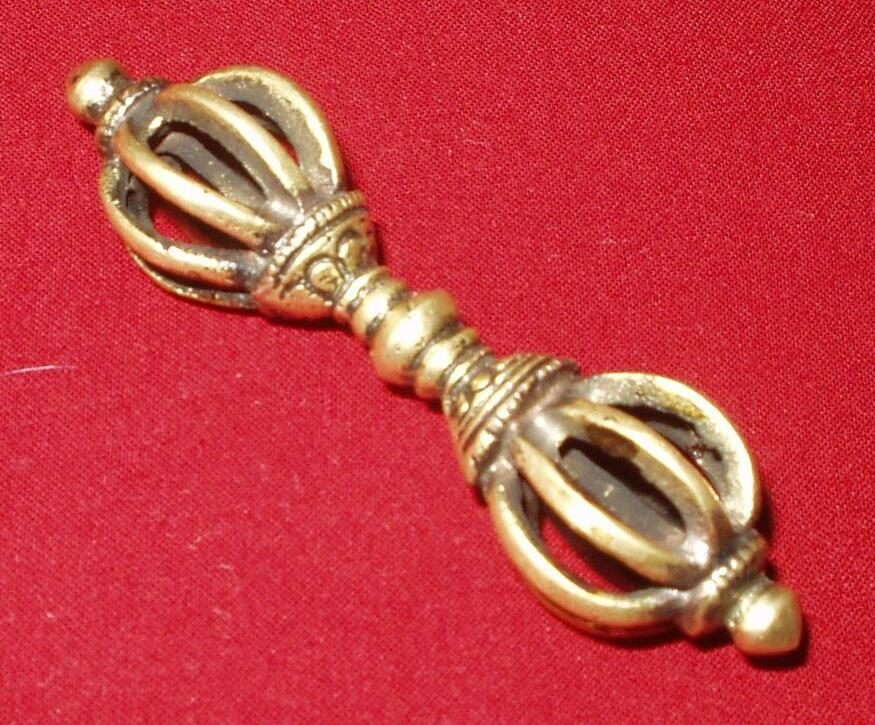
Буддийская ваджра

Ваджра (санскр. वज्र, по-тибетски: дорчже) — ритуальное и мифологическое оружие в индуизме, тибетском буддизме и джайнизме. Было создано божественным ремесленником Тваштаром из костей мудреца Дадхичи для Индры.
Имея важное религиозное и культурное значение, символ ваджры распространился вместе с индуизмом, а затем с буддизмом во многие части Азии. Он встречается в Индии, Непале, Тибете, Бутане, Таиланде, Камбодже, Мьянме, Индонезии, Китае, Корее, Японии, Монголии и России.

## Индуизм
В индийской мифологии ваджра является оружием Индры в его борьбе с асурами. Это мощное оружие, соединяющее в себе свойства меча, булавы и копья. Бывает бронзовой (аяса) или золотой.

## Буддизм
Слово имеет несколько значений на санскрите: «молния» и «алмаз» , используется в буддийских священных текстах и в названиях сутр. Ваджра символизирует силу и твёрдость духа, а также вечность и нерушимость (например, обета).
Символизируя, помимо прочего, мужское начало, ваджра часто используется в ритуалах в паре со специальным колокольчиком гхантой, который в таких случаях обозначает женское начало. Имеет символическую аналогию с алмазом — может резать что угодно, но не сам себя — и с молнией — непреодолимая сила. Благодаря загибанию и соединению концов превращается в короткий металлический жезл.

## Джайнизм
В джайнизме ваджра является символом тиртханкара Дхарманатха.

## Сёги
Фигура «ваджра» имеется в мака дай дай сёги и некоторых других крупных вариантах сёги.